# Chochoły (powieść)
Chochoły – powieść Wita Szostaka opublikowana w 2010 roku nakładem wydawnictwa Lampa i Iskra Boża. W 2011 roku książka otrzymała Nagrodę Literacką im. Jerzego Żuławskiego.
Książka opowiada o losach wielopokoleniowej rodziny Chochołów, zamieszkującej krakowską kamienicę, nazywaną Domem. Rodzina opisana jest z perspektywy bezimiennego narratora, przedstawiciela młodego pokolenia. Utwór zawiera elementy realizmu magicznego i sagi rodzinnej. Odczytywany był m.in. jako pochwała mieszczaństwa czy metafora polskiego społeczeństwa.
Powieść wzbudziła różne reakcje krytyki. Anna Nasiłowska  na łamach „Polityki” pisała, że książka ta sprawiła jej ogromną przyjemność, chwaliła utwór za godzenie polskiej i europejskiej tradycji literackiej. Wskazywała też jednak, że powieść nie zawiera żadnej diagnozy czy odniesień rzeczywistości, mimo nawiązującego do Wesela Stanisława Wyspiańskiego nazwiska głównych bohaterów. Dariusz Nowacki w „Gazecie Wyborczej” chwalił pomysł powieści i zauważał, że jest w niej kilka efektownych rozwiązań (np. Kraków, w którym, jak w Wenecji, ulice są kanałami, po których mieszkańcy poruszają się łódkami i gondolami), jednak uważał, że główne metafory są niezrozumiałe, nie ma związku między historią Domu czy Chochołów a historią społeczną Polski. Wskazywał też, że utwór jest zbyt długi, brakuje mu intrygi, a motywy są powtarzalne. Monika Małkowska chwaliła zamysł powieści, uważała jednak, że gubi się on w nadmiarze wątków.